# Bolívar (município de Aragua)
Bolívar é um município da Venezuela localizado no estado de Aragua.
A capital do município é a cidade de San Mateo.